# Špalkův obchodní dům
Špalkův obchodní dům je modernistický třípatrový obchodní dům s byty, který byl vybudován na počátku 20. století podle architektonického návrhu Vladimíra Fultnera pro textilního obchodníka Václava J. Špalka na Velkém náměstí v Hradci Králové.

## Historie
Obchodník Václav J. Špalek byl vlastníkem domu na pozemku na nároží Velkého náměstí a Klicperovy ulice, který v červenci 1910 vyhořel. Špalek oslovil s poptávkou na nový návrh architekta Vladimíra Fultnera. Vzhledem k úzké původní středověké parcele se Fultner rozhodl orientovat hlavní průčelí novostavby nikoli do náměstí, ale do Klicperovy ulice. Do náměstí pak bylo nasměrováno boční dvouvěžové průčelí, výrazně převyšující okolní zástavbu. Fultnerův návrh byl kritizován jak hradeckou pobočkou Klubu za starou Prahu, tak architektem Janem Kotěrou, který považoval proporce stavby za nepřiměřené. Starosta města František Ulrich sice Fultnerův návrh podpořil, nicméně ve druhé verzi návrhu z roku 1911 byly přece jen vybrané námitky řešeny: například byly odstraněny některé vertikální prvky (nárožní štít) a fasáda tak získala více horizontální charakter. Nový architektonický návrh také obsahoval méně dekorativních prvků, což vycházelo nejen z veřejné kritiky, ale také z Fultnerova příklonu ke střídmé moderně. Projekt pak byl v rámci realizace v roce 1911 ještě upraven stavitelem Josefem Jihlavcem.
Ve 30. letech 20. století začala obchodní dům využívat firma Baťa. V roce 1958 byla budova prohlášena kulturní památkou. V domě rovněž sídlila tzv. Krásná jizba. Objekt byl ve 21. století několik let nevyužívaný a chátral, v roce 2020 ale proběhla celková rekonstrukce domu a jeho adaptace na obytné prostory. Společnost ochránců památek ve východních Čechách nicméně k této rekonstrukci vyjádřila svoje nesouhlasné stanovisko, které se týkalo zejména nedodržení původního členění oken, která v originálním projektu výrazně přispívala k celkovému charakteru fasády domu.
Zajímavostí je, že ačkoli byl dům již od doby svého vzniku označován jako obchodní dům, vždy se jednalo o dům především obytný, kde pro komerci sloužily pouze jeho prostory v přízemí a prvním patře. Toto členění je pro Hradec Králové typické. Město bylo až do roku 1893 vojenskou pevností a opevnění neumožňovalo jeho výraznější rozvoj. Občanská vybavenost se tak situovala do parterů obytných domů. Podobný princip byl pak zachován i u staveb první republiky, v Hradci Králové tedy tou dobou nevznikaly vícepatrové výhradně obchodní domy, jakým je například Breda v Opavě. První obchodní domy tohoto typu se ve městě objevily až v 70. letech 20. století.

## Architektura
Dům je pětipodlažní. Průčelí směrem do náměstí je osově symetrické, v přízemí má oblouk podloubí, v prvním patře pak tři velká okna. Následující patra jsou zvýrazněna rizalitem a v každém patře je pět úzkých oken. Střecha vytváří mansardu, ze které vystupuje vikýř. Fasádu pak zakončují dvě nárožní věže. Široké průčelí směrem do Klicperovy ulice má v přízemí vlevo oblouk podloubí, vedle něj pak jsou umístěny výkladce. Pro tuto fasádu jsou charakteristické dva symetricky umístěné trojboké arkýřové rizality, které jsou v prvním patře spojeny v jeden celek nesoucí balkón. Pod pravým z rizalitů je umístěn hlavní vstup. I toto průčelí je zakončenou mansardou s vikýři. Okna obou průčelí tematicky propojuje kosočtverečný motiv.